# 인섬니악 게임스
인섬니악 게임스(Insomniac Games)는 미국의 비디오 게임 회사이다.

## 역사
1994년에 설립되었다. 1998년에 《스파이로》를 개발한다. 게임은 히트하여 시리즈화되었다.
2002년, 플레이스테이션2 게임 《라쳇 & 클랭크》를 개발하였다. 게임은 히트하여 시리즈화되었다
2003년에 인섬니악 게임스를 퇴사한 몇 직원이 하이 임팩트 게임스를 설립했다.
2019년 8월에 소니 인터랙티브 엔터테인먼트가 가 인섬니악 게임스를 2억 2천9백만 달러에 인수하였다.

## 개발한 게임
- 스파이로 더 드래곤
- 스파이로: 립토스 레이지!
- 라쳇 & 클랭크 (2002년 비디오 게임)
- 라쳇 & 클랭크: 공구전사 대박몰이
- 라쳇 & 클랭크: 공구전사 리로디드
- 라쳇 & 클랭크: 공구전사 위기일발
- 레지스탕스: 인류몰락의 날
- 라쳇 & 클랭크: 퓨처
- 라쳇 & 클랭크: 퓨처 -해적 다크워터의 보물-
- 레지스탕스 2
- 라쳇 & 클랭크: 퓨처 2
- 레지스탕스 3
- 라쳇 & 클랭크: 올 4 원
- 라쳇 & 클랭크: Q포스
- 라쳇 & 클랭크: 인투 더 넥서스
- 라쳇 & 클랭크 (2016년 비디오 게임)
- 스파이더맨 (2018년 비디오 게임)
- 스파이더맨: 마일즈 모랄레스
- 라쳇 & 클랭크: 리프트 어파트